# تام بلکبرن
تام بلکبرن (انگلیسی: Tom Blackburn؛ ۲۳ ژوئن ۱۹۱۳ – ۲ اوت ۱۹۹۲) یک رمان‌نویس، ترانه‌سرا و فیلم‌نامه‌نویس اهل ایالات متحده آمریکا بود.
از فیلم‌ها یا مجموعه‌های تلویزیونی که وی در آن‌ها نقش داشته است، می‌توان به دیوی کراکت اشاره نمود.